# Li Dongna
Li Dongna (Dalian, 6 de dezembro de 1988) é uma futebolista profissional chinesa que atua como defensora.

## Carreira
Li Dongna fez parte do elenco da Seleção Chinesa de Futebol Feminino, nas Olimpíadas de 2016. 